# Pont à haubans
Les ponts à haubans sont un type de pont dont le tablier est suspendu par des câbles, eux-mêmes étant soutenus par des pylônes.

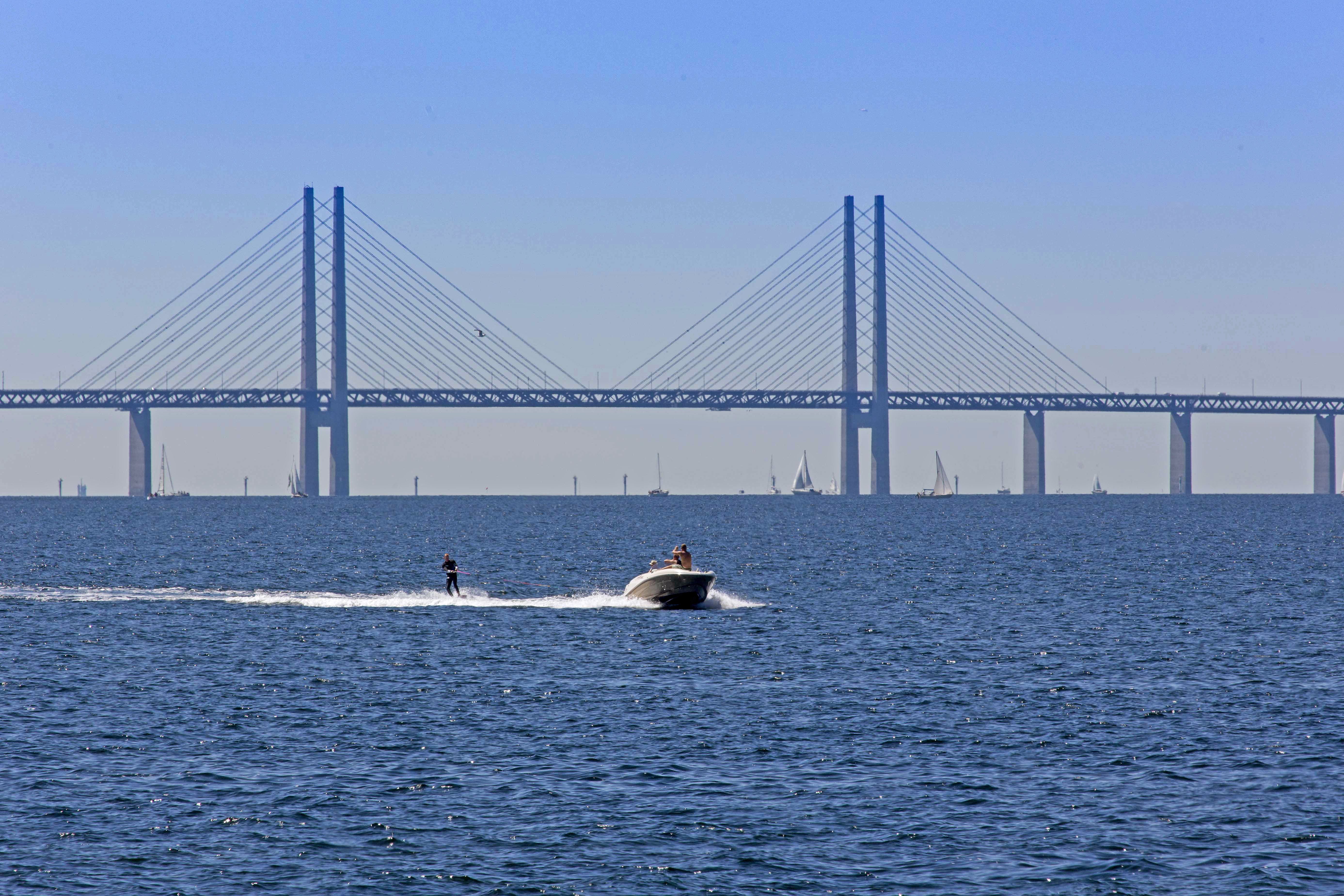
Haubans du pont de l'Øresund entre le Danemark et la Suède. Portée de 490 mètres

## Technique générale
Contrairement aux ponts suspendus, qui tiennent grâce à deux câbles principaux ancrés sur les rives, les ponts à haubans tiennent grâce à de nombreux câbles obliques partant d'un pylône supportant le tablier qui supportera en fin de compte tout le poids du pont. Il constitue une avancée par rapport au pont suspendu sur les sols meubles, mais cependant limitée par la portée moindre du pont à haubans.
Les ponts à haubans ont effectivement de moins grandes portées que les ponts suspendus car les piliers où sont rattachés les haubans doivent être élevés, et par conséquent, plus fragiles et plus vulnérables au vent et aux vibrations engendrées par la circulation. Les très grandes portées ne vont actuellement pas au-delà de 900 m, bien que les experts considèrent qu’il serait possible de construire des ouvrages à haubans jusqu’à 1 500 m de portée.
Ses principaux avantages résident :
- dans la répartition des forces au niveau des piliers, ce qui rend inutile la réalisation de massifs d'ancrage aux berges ;
- dans sa structure stable lui permettant d'être construit sur à peu près tout type de terrains ;
- dans la maintenance, car il n'est plus nécessaire d'arrêter entièrement la circulation pour changer un hauban, les autres haubans pouvant supporter le poids du pont.

## Histoire

### Les premières ébauches

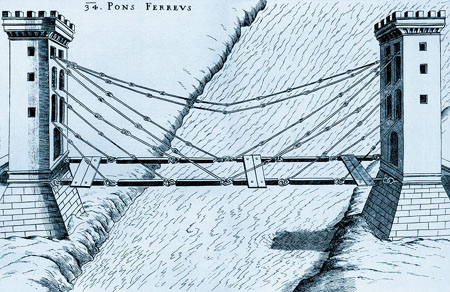
Premier dessin d'un pont à haubans par Fausto Veranzio, vers 1595/1616

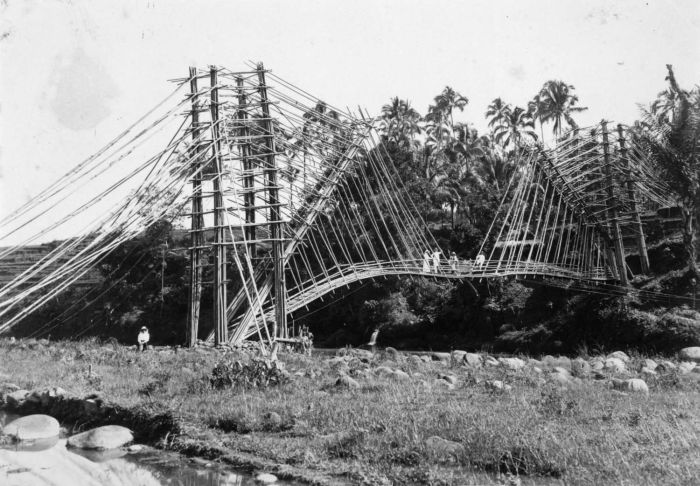
Pont en bambou avec des haubans en bambous, à Java

Le dessin le plus ancien que l’on ait d’un pont à haubans date de 1617. Il a été publié à Venise par un savant vénitien, Fausto Veranzio dans un recueil Machinae Novae Fausti Verantii  siceni. Le tablier en bois est tenu par des chaînes de fer depuis les tours situées sur chacune des deux rives.
Ce type de pont se retrouve aussi en Afrique avec des haubans faits en liane, et en Asie avec des haubans en bambous.
Le premier pont à haubans construit en Europe remonte à 1784 et a été conçu par l’Allemand Carl Imanuel Löscher (1750-1813). Il mesure 12 mètres de long et il est fait de métal et de bois.
Deux ingénieurs britanniques, James Redpath et John Brown, ont construit en 1817 la passerelle pour piétons King's Meadows Bridge au-dessus de la Tweed qui avait une travée haubanée de 33,6 m de portée. Les haubans étaient des câbles attachés dans des pylônes en fonte. Un système de chaînes inclinées a été adopté en 1817 pour le pont de Dryburgh Abbey sur la Tweed. Il avait une travée de 79,3 m de portée. Il avait été noté que la circulation des piétons sur le pont provoquait des vibrations et que le mouvement des chaînes pouvait être facilement obtenu. Le pont a été détruit par un vent violent.
En 1821, c'est l'architecte Poyet qui a proposé de construire un tablier suspendu à des tours par des barres en fer placées en forme d'éventail.
En 1823, c'est l'ingénieur Henri Navier qui étudie ce type de pont avec des chaînes inclinées.
En 1824 est construit un pont à haubans par Gottfried Bandhauer pour franchir la rivière Saale, à Nienburg. Sa travée centrale est de 78 m. Cependant ce pont avait une flèche importante et s'est rompu sous le poids de la foule.
Motley construit un pont à haubans à Tiverton, en 1837. Hartlley construit un pont à haubans parallèles en 1840. On trouve à la même époque le Manchester Ship Canal Bridge avec des haubans disposés en éventail. Clive propose en 1843 un système de haubanage original, mélange de haubans disposés en parallèle et en éventail.
Rowland Mason Ordish prend en 1858, avec William Henry Le Feuvre, un brevet sur un système de pont suspendu haubané. Il a été mis en œuvre sur le pont François-Joseph, à Prague, puis sur l'Albert Bridge de Londres.

### FinXIXe- débutXXesiècles: réalisations isolées
Beaucoup de premiers ponts suspendus étaient des ponts hybrides entre suspensions et haubanages, comme la passerelle piétonne construite en 1817 à Dryburg Abbey et plus tard le pont Albert Bridge (1872) et le pont de Brooklyn (1883). Leurs concepteurs trouvaient que la combinaison des deux technologies aboutissait à un pont plus solide.
Albert Gisclard suspendit en 1909 le tablier du pont de La Cassagne à des haubans triangulés.
Le système fut associé à celui des ponts en console par Leinekugel Lecocq au pont de Lézardrieux en 1925 dans un système un peu compliqué. L’année suivante, Eduardo Torroja construisait l’aqueduc de Tempul près de Jerez ; pour éviter de fonder une pile en rivière, il porta la travée centrale de 17 m à 34 m et en soulagea le poids par deux jeux de câbles qu’il suspendit aux pylônes. Il obtint ensuite la tension désirée en actionnant des vérins placés sous le passage des câbles au sommet des pylônes.
Mais c’étaient là des réalisations isolées.

### 1952 à nos jours: l’essor

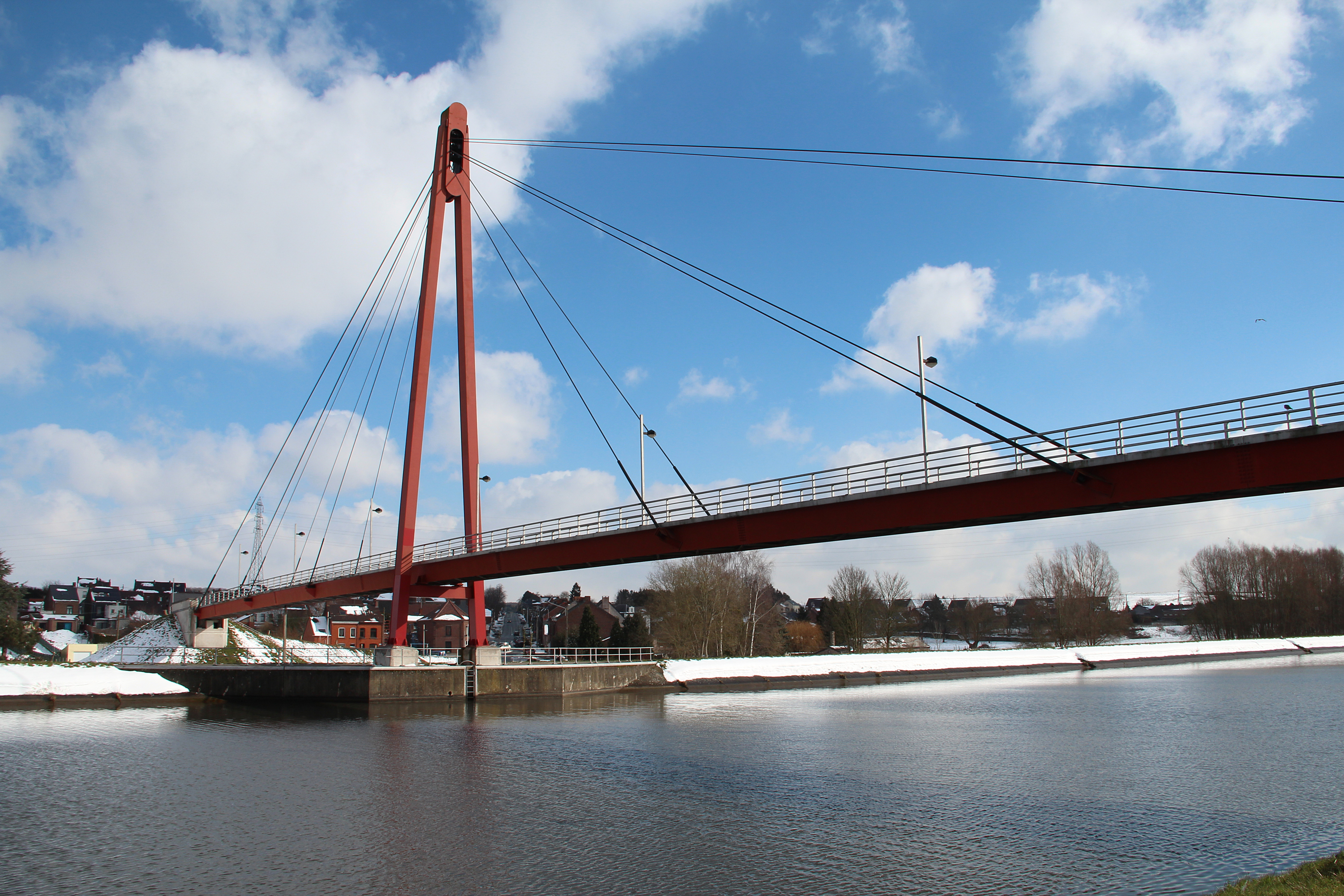
Passerelle à haubans sur le Canal du Centre, à Ville-sur-Haine (Belgique).

L’étude véritable des ponts à haubans date du début des années 1950. On en attribue généralement la paternité aux ingénieurs allemands voire japonais (pont de Wakato), ce qui semble inexact si l’on s’en tient aux dates. Fritz Leonhardt, ingénieur allemand spécialiste des ponts et un des pionniers du béton précontraint, situe en 1952 l’étude de la traversée du Rhin à Düsseldorf par trois ouvrages de cette même famille sur une idée de l’architecte Friedrich Tamms : Nordbrücke, Kniebrücke et Oberkasseler Rheinbrücke, mais la réalisation fut plus tardive.
Franz Dischinger réalisa en 1955 le pont de Strömsund en Suède qui est considéré généralement comme le premier pont à haubans en acier. Il fut suivi en 1961 de la passerelle sur la rue Schiller à Stuttgart, conçue par Fritz Leonhardt, et des ponts de Leverkusen (1965) et Bonn-nord (1967) par Hellmut Homberg. Mais Albert Caquot était allé plus vite en réalisant le pont de Donzère-Mondragon à Pierrelatte en 1952 qui peut donc être considéré comme le premier pont haubané moderne.
De nombreux ponts à haubans furent ensuite construits dans le monde.

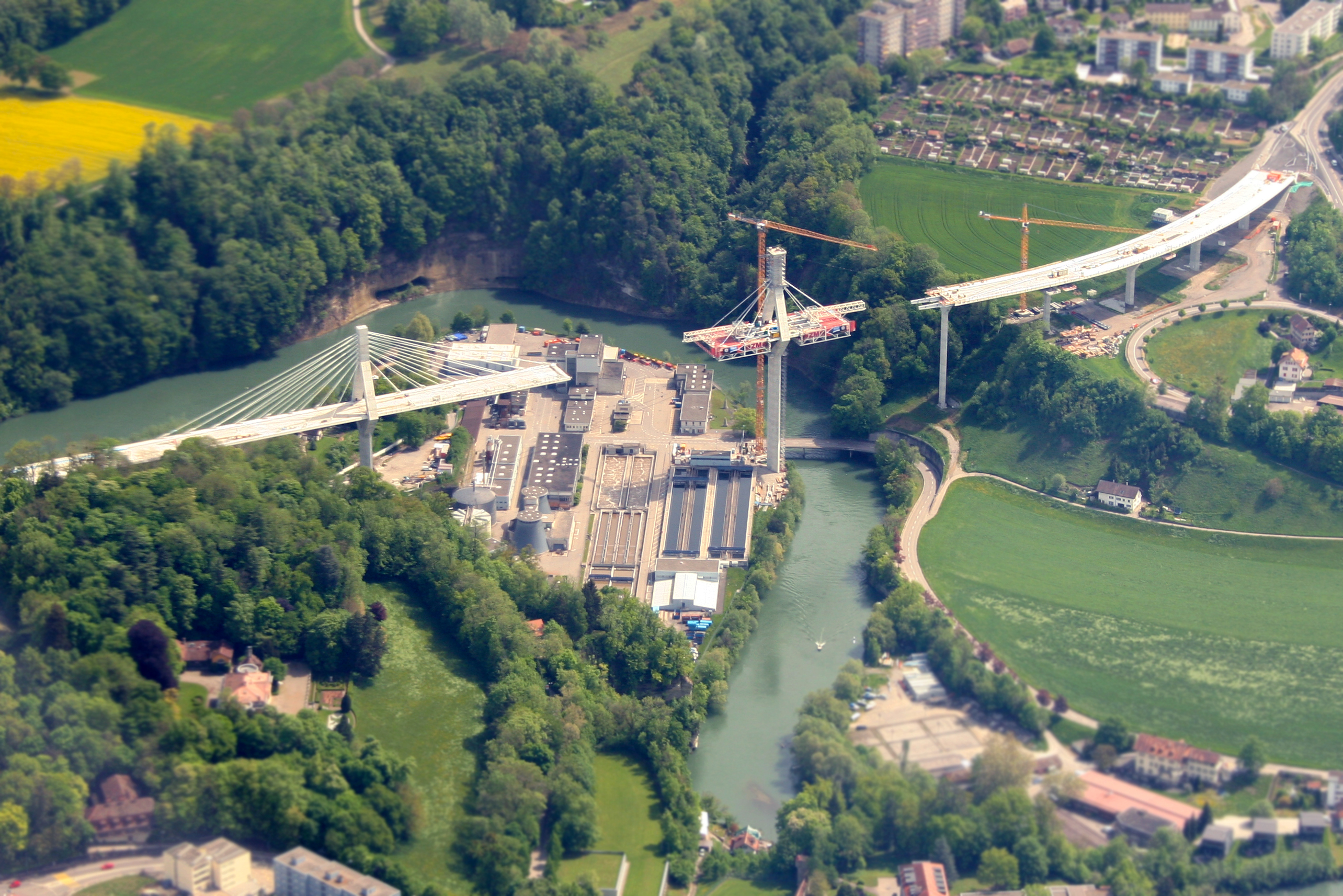
Pont de la Poya à Fribourg, Suisse

## Typologie des ponts à haubans[4]

### Selon le nombre de haubans
Les premiers ponts à haubans construits dans les années 1950 avaient peu de câbles car le calcul des systèmes statiquement indéterminés n’était alors pas possible. La grande distance entre les haubans concentrés nécessitait un haubanage (une structure à laquelle les câbles sont fixés, en attendant les haubans définitifs) provisoire pendant le montage.
Avec le développement des techniques informatiques, l’écartement des haubans a régulièrement décru. Aujourd’hui, les systèmes multi-haubanés sont généralement utilisés.
Les travées d’accès ont des portées d’environ 35 % de la portée principale, et la hauteur du pylône environ 20 %.

Différents types de ponts haubanés selon le nombre de haubans

### Selon la nature de la nappe
Les ponts à haubans peuvent être différenciés selon la position de la nappe : axiale ou latérale ou selon la forme de la nappe : en éventail ou en forme de harpe.

#### Position de la nappe
- Le choix de la nappe axiale est retenu en général pour les petites et moyennes portées allant jusqu’à 400 à 500 mètres et pour des questions d’esthétique. Le tablier doit être large et disposer d’un terre-plein central. Ce choix nécessite la mise en œuvre d’un tablier rigide en torsion.
Le choix d’une nappe axiale pour un tablier de faible largeur peut entraîner des problèmes de croisement des véhicules.

- Le choix de nappes latérales est toujours possible, même pour les petites portées. Il est par contre obligatoire pour les très grandes portées, supérieures à 500 mètres en raison de la nécessité de stabiliser le tablier au vent.

|  |  |

#### Forme de la nappe
On distingue trois types de nappes :
- en éventail : les haubans sont ancrés en un seul point d’ancrage en tête de pylône,
- en semi-éventail : les haubans sont ancrés sur une hauteur donnée en tête d’ancrage et se déploient ensuite en éventail,
- en harpe : les haubans sont parallèles entre eux.

Types de nappes de haubans : en haut en forme d’éventail, en bas en forme de harpe

## Ponts à haubans remarquables

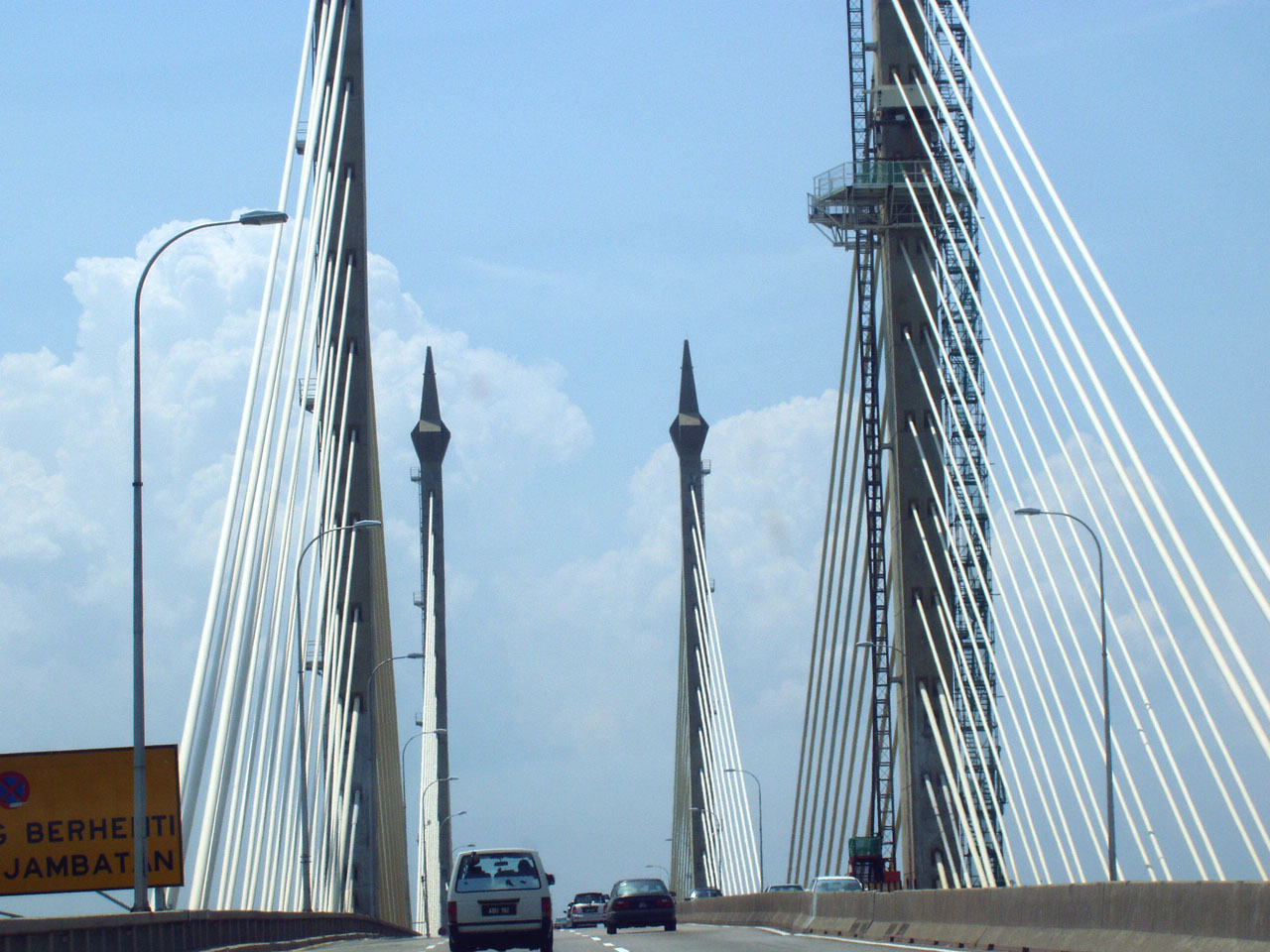
Le pont le plus long d'Asie du Sud-est
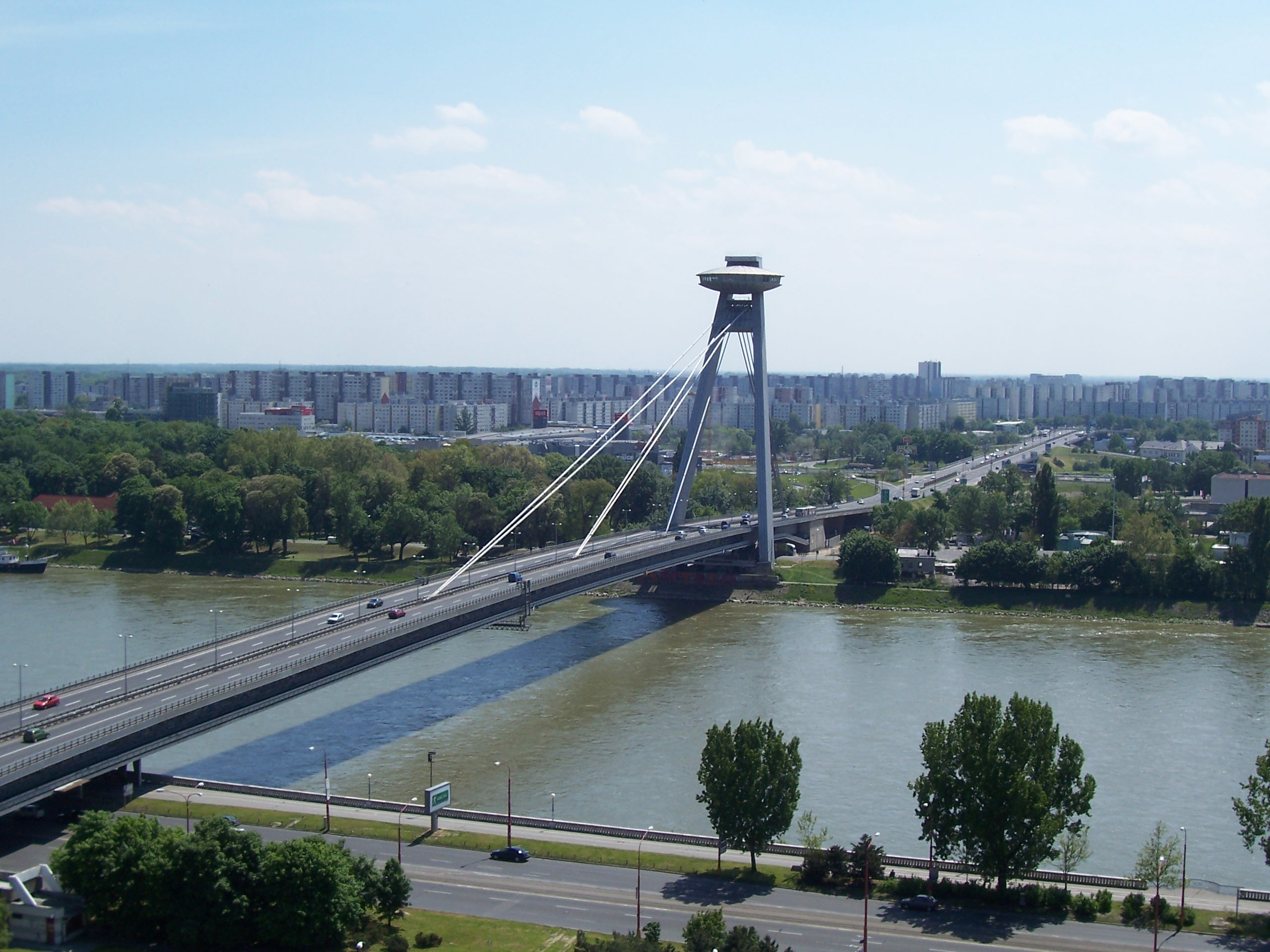
Le pont le plus long à un pylône et une nappe de Bratislava.
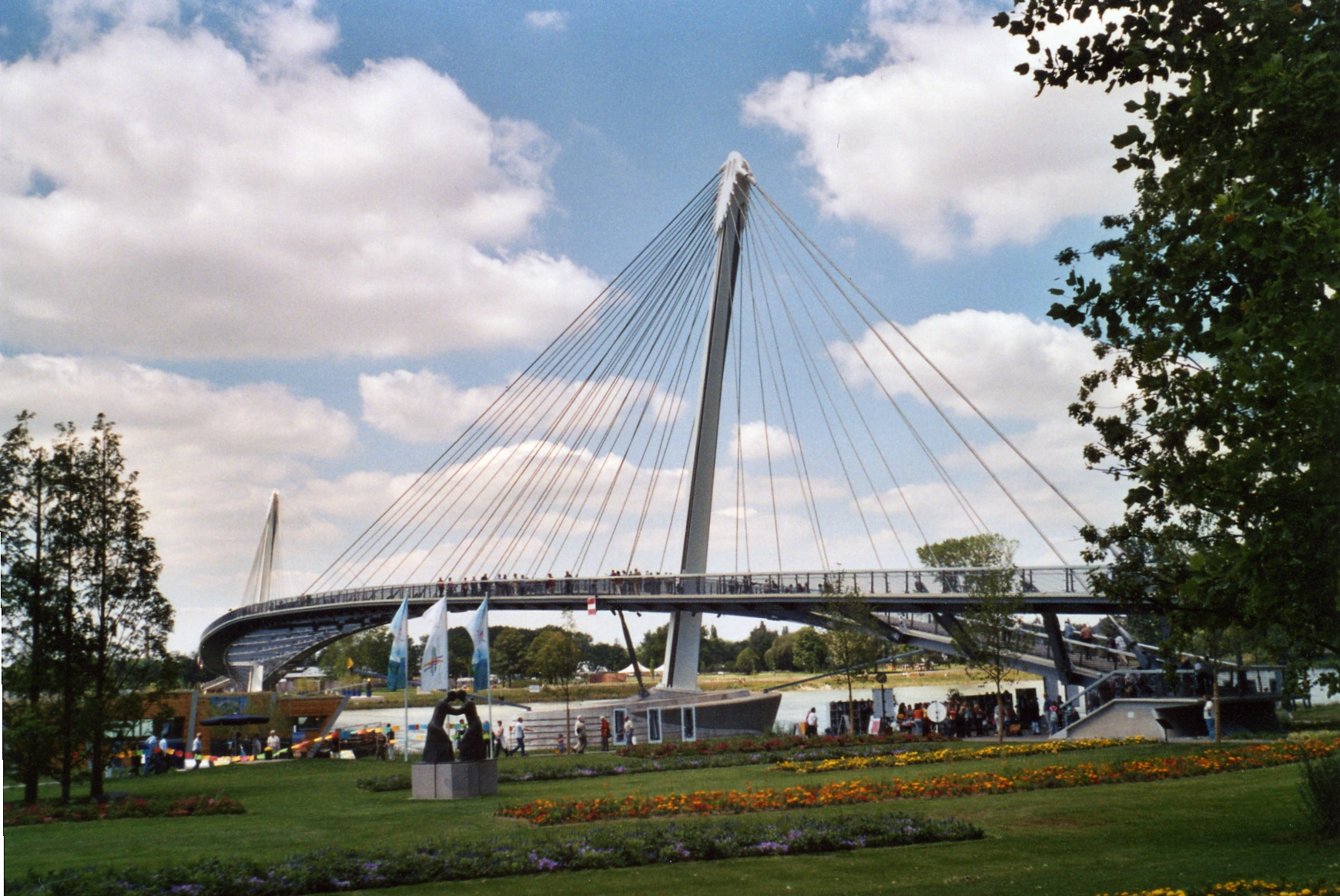
Une passerelle en courbe, à Strasbourg.
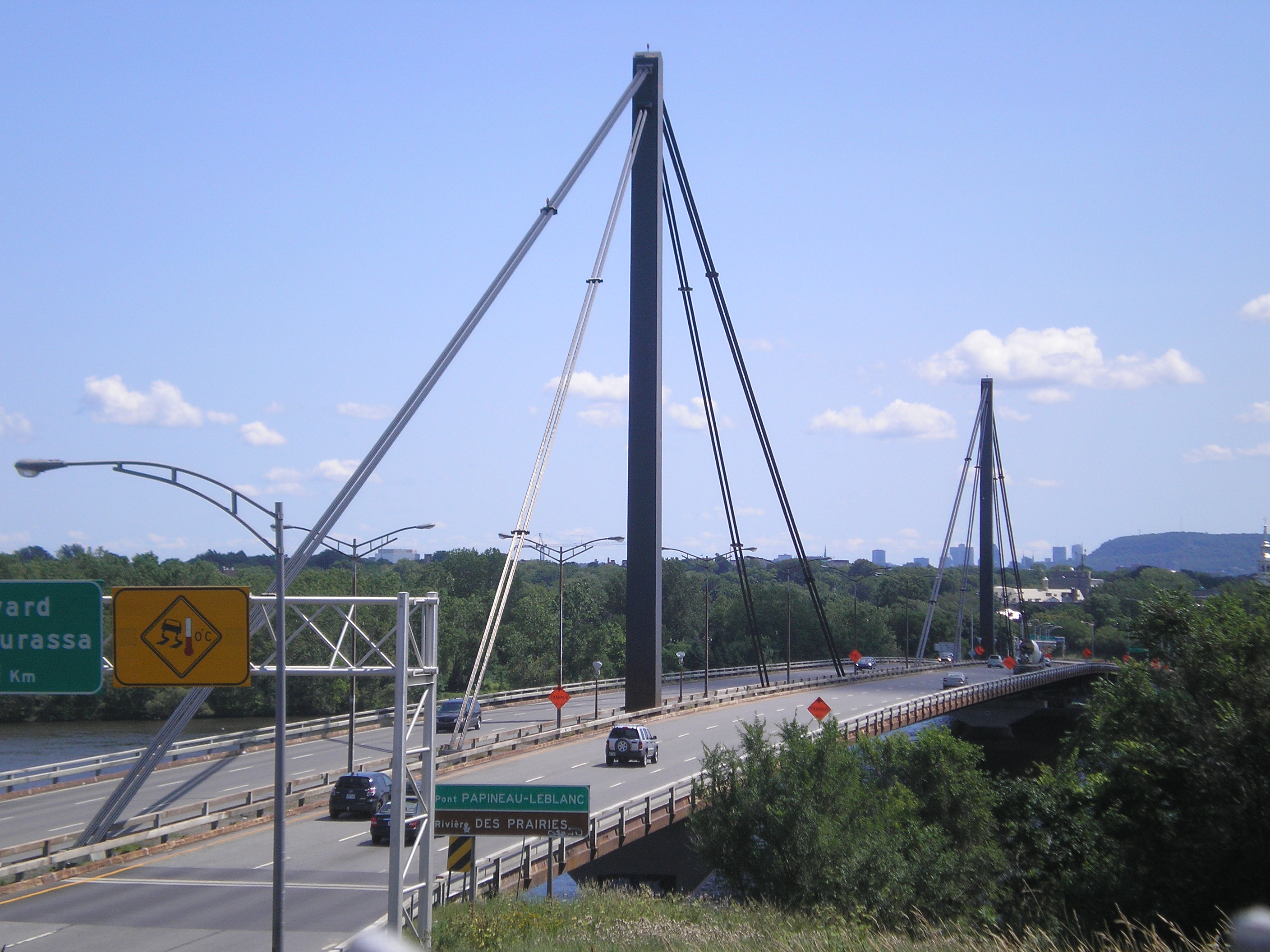
Le pont Papineau-Leblanc

### Les tabliers suspendus les plus longs
- Le viaduc de Millau est le pont avec le tablier suspendu par haubanage le plus long au monde : 2 460 mètres et 7 pylônes. Il possède également le pylône le plus haut au monde (343 mètres). Il franchit le Tarn (rivière) en France.
- Le pont Rion-Antirion en Grèce détient la deuxième plus grande longueur de tablier suspendu par haubans avec ses  2 352 mètres. Il franchit le golfe de Corinthe en reliant depuis août 2004 la Grèce continentale au Péloponnèse entre les deux villes homonymes.

### Les plus longues portées
(août 2016).
- Depuis juillet 2012, le pont de l'île Rousski, reliant la ville de Vladivostok à l'île Rousski, dans l'Extrême-Orient russe est le pont ayant la plus longue portée au monde : 1 104 mètres.
- Depuis le 1er juillet 2020, le pont Hutong, en Chine, reliant Shanghai sur la rive sud du delta du Yangtsé et Nantong sur la rive nord dispose d'une portée de 1092 mètres[5].

- Le pont de Sutong, passant au-dessus du Yangtsé entre Suzhou et Nantong en Chine, a une portée de 1 088 mètres. Il a été mis en service le 30 juin 2008.

- Le pont de Stonecutters qui constitue une section de la route 8 de Hong Kong a une portée de 1 018 mètres. Il a été mis en service le dimanche 20 décembre 2009.

- Le pont d’Edong d'une portée de 926 mètres, mis en service le 28 septembre 2010, franchit le Yangzi Jiang (Yangtsé) à hauteur de Huangshi près de Wuhan dans la province de Hubei en Chine.

- Le pont Tatara détient désormais la cinquième position avec 890 mètres. Il fait partie d’un ensemble de ponts reliant Honshū et Shikoku au Japon.

- Le pont de Normandie est quant à lui en sixième position avec 856 mètres. Enjambant l'estuaire de la Seine, il relie le Havre (Seine-Maritime) rive droite au nord, à Honfleur (Calvados) rive gauche au sud. Sa longueur totale est de 2 143,21 m.

### Les plus larges
- Le pont Zakim (en) : le pont à haubans le plus large au monde ; supportant 10 voies de l’Interstate 93 franchissant la Rivière Charles à Boston, Massachusetts.

### Les plus longs
- Le pont Vasco de Gama, près de Lisbonne au Portugal, est le plus long d’Europe, avec une longueur totale de 17,2 km, se décomposant en 0,829 km pour le pont principal, 11,5 km de viaducs d’accès, et 4,8 km de routes complémentaires.
- Le pont de l'Øresund franchit l’Øresund entre Malmö en Suède et Copenhague au Danemark. Il supporte deux voies ferrées et quatre voies routières avec une portée principale de 490 mètres et une longueur totale de 7,85 km.
- Le pont Surgut, traversant l’Ob en Sibérie, est le plus long pont à haubans du monde à un seul pylône.
- Le pont du soulèvement national slovaque, qui franchit le Danube à Bratislava en Slovaquie, est le plus long pont à haubans dans la catégorie des ponts à un pylône et une nappe de haubans. La portée principale est de 303 mètres et sa longueur totale est de 430,8 mètres.
- Le pont de Penang, en Malaisie, est le pont à haubans le plus long d’Asie du Sud-Est, avec une portée de 225 mètres.
- Le Vidyasagar Setu à Calcutta, en Inde, est le pont à haubans le plus long du sous-continent indien, avec une portée principale de 457,2 mètres et une longueur totale de 823 mètres.

### Ponts avec circulations denses
- Le pont Papineau-Leblanc à Montréal, au Québec, est un pont à haubans entre Montréal et Laval. D'une longueur de 420,61 m, il supporte au total six voies dans les deux sens avec une circulation de 15 000 véhicules aux heures de pointe.

- Le pont Samuel-De Champlain à Montréal au Québec inauguré en 2019 est d'une longueur de 3 400 m avec une hauteur de 170 m est le pont le plus utilisé au Canada avec environ 160 000 véhicules par jour.

### Ponts historiques
- Le nouveau pont ferroviaire joint les deux rives de la Save à Belgrade. Inauguré en 1979, il est le premier pont à haubans ferroviaire en Europe.
- Le Pont de Ting Kau, appartenant au complexe routier reliant l’aéroport international de Hong Kong aux autres parties de la ville, est le premier pont à haubans à quatre travées et trois pylônes.

### Ponts primés
- Le pont de Baluarte au Mexique figure dans le Livre Guinness des records[réf. nécessaire] comme le pont avec le plus haut tablier pour un pont à haubans (en 2012, le pont de Baluarte est le second pont le plus haut du monde avec un tablier à 403 m, après celui de Siduhe en Chine, dont le tablier culmine à 496 m).
- Esplanade Riel à Saint-Boniface (Manitoba) au Canada : une passerelle piétonne de 197 pieds qui enjambe la  rivière Rouge réalisé sur les plans de l'architecte franco-manitobain, Étienne Gaboury.
- Pont du Millénaire à Denver : une passerelle piétonne de 130 pieds de long qui gagna en 2003 la médaille d’or de la New York Association of Consulting Engineers. Le pont sera mis en valeur dans le film Nowhereland.
- Le Pont Cadran Solaire : une passerelle piétonne franchissant la rivière Sacramento (fleuve) à Redding (Californie).

## Problèmes particuliers

### Stabilité aérodynamique

#### Stabilité aérodynamique du tablier
Comme pour les ponts suspendus, la reprise des charges par les haubans permet de limiter le poids du tablier, ce qui peut, si on n'y prend pas garde, entraîner des problèmes vis-à-vis de la stabilité aérodynamique du pont pour des vitesses de vent inférieures aux vitesses qui peuvent se produire naturellement.
Ce phénomène bien connu depuis l'effondrement du pont de Tacoma. Il est étudié dans une soufflerie pour vérifier la forme du tablier et limiter les échappements tourbillonnaires et vérifier les périodes propres du pont.

#### Stabilité aérodynamique des haubans
Ce phénomène dû à l'excitation tourbillonnaire causée par l'écoulement du vent autour d'un hauban est connu en France depuis la construction du pont de Brotonne où de grands déplacements des haubans ont été remarqués pendant la construction. Ce phénomène est amplifié par l'écoulement de l'eau de pluie le long du hauban. Il dépend aussi des phénomènes de vibration du tablier. Cependant, des essais sur le site du pont avaient permis de remarquer que ce phénomène ne mettait pas en œuvre une énergie importante et pouvait être assez facilement combattu. Ce phénomène a été maîtrisé en mettant en place :
- les haubans à l'intérieur de gaines ayant un bourrelet hélicoïdal empêchant cet écoulement de l'eau de pluie,
- des amortisseurs au niveau des ancrages des haubans dans le tablier.

### Vibration du tablier des passerelles haubanées par couplage structure-piétons
Ce phénomène de mise en vibration d'un tablier d'une passerelle piétonnière par la marche des piétons et le couplage entre le pas des piétons et une des périodes propres du tablier n'est pas en général préjudiciable pour la résistance de la structure mais peut entraîner un sentiment d'inconfort pour l'usager. Ce phénomène peut être supprimé en mettant en place un amortisseur dynamique accordé (ADA, en anglais : TMD = Tuned Mass Damper).